# José Manuel Roca Cases
José Manuel Roca Cases (Orihuela, España, 28 de febrero de 1976) es un exportero y entrenador español. Comenzó su carrera como futbolista en el Real Madrid Castilla y se retiró en el Olympiakos Volou. Actualmente está libre.

## Clubes como jugador
| Club                 | País   | Año       |
| -------------------- | ------ | --------- |
| Real Madrid Castilla | España | 1994-1995 |
| Real Madrid C        | España | 1995-1997 |
| Real Madrid Castilla | España | 1997-1998 |
| Real Murcia          | España | 1998-1999 |
| Villarreal CF        | España | 1999-2000 |
| CD Onda              | España | 2000-2001 |
| CE Sabadell          | España | 2001-2002 |
| Palamós CF           | España | 2002-2003 |
| Novelda CF           | España | 2003-2005 |
| CD Badajoz           | España | 2005-2006 |
| Orihuela CF          | España | 2006-2007 |
| Panthrakikos FC      | Grecia | 2007-2010 |
| Olympiakos Volou     | Grecia | 2010-2011 |
| Doxa Drama           | Grecia | 2011-2012 |
| Olympiakos Volou     | Grecia | 2012-2013 |

## Clubes como entrenador
| Club                        | País      | Año       |
| --------------------------- | --------- | --------- |
| Olympiakos Volou            | Grecia    | 2013-2014 |
| Panthrakikos FC             | Grecia    | 2014-2015 |
| Pafos FC                    | Chipre    | 2015      |
| Orihuela Club de Fútbol     | España    | 2016-2017 |
| SJK Seinäjoki               | Finlandia | 2017      |
| AO Platanias                | Grecia    | 2017      |
| Club de Fútbol Villanovense | España    | 2018      |
| Iraklis                     | Grecia    | 2018-2019 |
| Panathinaikos FC            | Grecia    | 2020-     |

## Palmarés
- Ascenso a 2ª B con el Onda (2000-01).
- Ascenso a 1ª División con el Villarreal C. F. (1999-00).
- Play-off de ascenso 2ª A con el Real Murcia (1998-99)
- Copa del Rey con Real Madrid

- Datos: Q3558885